# 第一軍 (美國)
第一軍是美國陸軍目前四個現役軍之一，軍部駐紮在華盛頓州路易斯–麥克喬德聯合基地，目前任務是行政監督亞洲-環太平洋戰區的陸軍部隊，並在發生衝突時進行戰力投射，第一軍也是太平洋棧道計劃的主要執行者。
第一軍於第一次世界大戰期間在法國成立，在擊退德軍的幾次重大攻勢後挺進德國。第一次世界大戰結束後解編，在第二次世界大戰中重新啟用，帶領美軍和澳軍將日本趕出紐幾內亞。接著前往菲律賓作戰，是呂宋島戰役的重要角色，戰後成為佔領日本的行政總部之一。
本軍在韓戰開始時派赴朝鮮半島，是美國參與這場戰爭的三個軍之一，在三年來指揮美軍、英軍、韓國國軍等聯合國軍部隊，戰爭結束後，第一軍留在南韓保衛南北韓非軍事區將近20年。如今第一軍重心放在太平洋地區，擔任美國太平洋陸軍的下屬單位，另外也派兵支援伊拉克自由行動和持久自由行動。

## 歷史

### 第一次世界大戰
美國在1917年4月6日對德宣戰後，第一軍於在1918年1月15日至20日在法國訥沙托編組與成立，這是幾個軍級編隊的第一個，目的是指揮美國遠征軍在歐洲參加第一次世界大戰的師級部隊，在法國第三十二軍的協助下進行組織和訓練，由杭特·李格特少將擔任軍長。
在1918年2月的時候，第一軍由第1、第2、第26、第32、第41、第42步兵師組成。從2月到7月，德意志帝國陸軍發動四次大型攻勢，試圖在美軍完全動員前取得勝利。最後一次攻勢是1918年7月企圖越過蒂耶里堡地區的馬恩河，但被美國防線的第一軍和其他部隊阻擋，德軍進攻受挫。從7月4日到7月18日，第一軍佔領法蘭西島防禦區和香檳-馬恩防禦區。
在德軍遭遇失敗後，第一軍發起第一次進攻任務，參與7月18日至8月6日的第二次馬恩河戰役，消滅被德軍攻破防線的突出部，第一軍在跨越烏爾克河和韋勒河時遭遇重大損失。8月7日至9月11日期間在香檳和洛林的防禦區短暫停留後，第一軍於9月12日參加聖米耶勒進攻，並在接下來的四天裡消滅德軍的突出部。隨後在洛林進行了另一次防禦作戰，並為這場戰爭的最後一次盟軍進攻做準備。9月26日，第一軍開始向北進攻，開啟默茲-阿戈訥攻勢，10月10日，第一軍已經清除阿戈訥森林的大部分地區，直到1918年11月11日戰爭結束前，第一軍都在不斷前進。
第一軍臂章在獲得美國遠征軍批准後，1918年12月3日首次被使用，但直到1922年才得到美軍官方的正式核准。第一世界大戰結束後，第一軍繼續待在法國，直到1919年3月25日復員。整個第一次世界大戰中，第一軍指揮的部隊包括第1、第2、第3、第4、第5、第6、第26、第28、第32、第35、第36、第41、第43、第77、第78、第80、第82、第90、第91、第92步兵師，另外還有法國的第62步兵師、第167步兵師以及第5騎兵師。

### 第二次世界大戰
1927年8月15日，第二十軍在正規軍中重編，1927年10月13日，第二十軍被改變番號為第一軍。但在和平時期，軍總部處於非現役狀態，直到戰爭在歐洲爆發。1940年11月1日，第一軍在南卡羅萊納州的哥倫比亞重啟，在接下來的九個月，第一軍負責監督訓練和大規模的師級演習。

#### 紐幾內亞
1942年7月6日，羅伯特·艾克爾伯格中將接任軍長，他將在這場戰爭中的大部分時間領導第一軍。1942年夏天，第一軍奉命前往澳洲，1942年10月17日逼近洛坎普頓，這次移動成為南太平洋地區大型全面攻勢的一部分。這時候第一軍的部隊包括第41步兵師和第32步兵師，負責防衛英屬紐幾內亞，這將成為紐幾內亞戰役的開端。雖然一開始日軍推進速度很快，但許多因素減緩日軍對盟軍的進攻，例如兩個澳洲旅的頑強抵抗為第一軍的增援部隊爭取時間，而地形也比日軍預期的要困難許多，日軍本來就不足的補給在最高指揮部遷到瓜達康納爾島後更加缺乏。日軍的進攻停滯不前，因此日本入侵澳洲的威脅減弱之後，第一軍就發動攻勢擊退日軍。第32步兵師與第163步兵團攻打紐幾內亞的歐文斯坦利山脈。這支部隊後來由澳洲第7師加強，投入布納-戈納戰役，並在惡劣的天氣和地形條件下緩慢向北推進。最後日軍在戰線過長且補給不足的情況被擊敗，日軍即使遭到包圍而且寡不敵眾，但仍繼續戰鬥，直到盟軍徹底地完成殲滅。位於紐幾內亞北海岸的布納於1943年1月22日被盟軍攻陷，這是盟軍對日軍的第一次重大勝利，第一軍也獲得傑出單位嘉獎，這場勝利也標誌著對日地面戰爭的轉折。

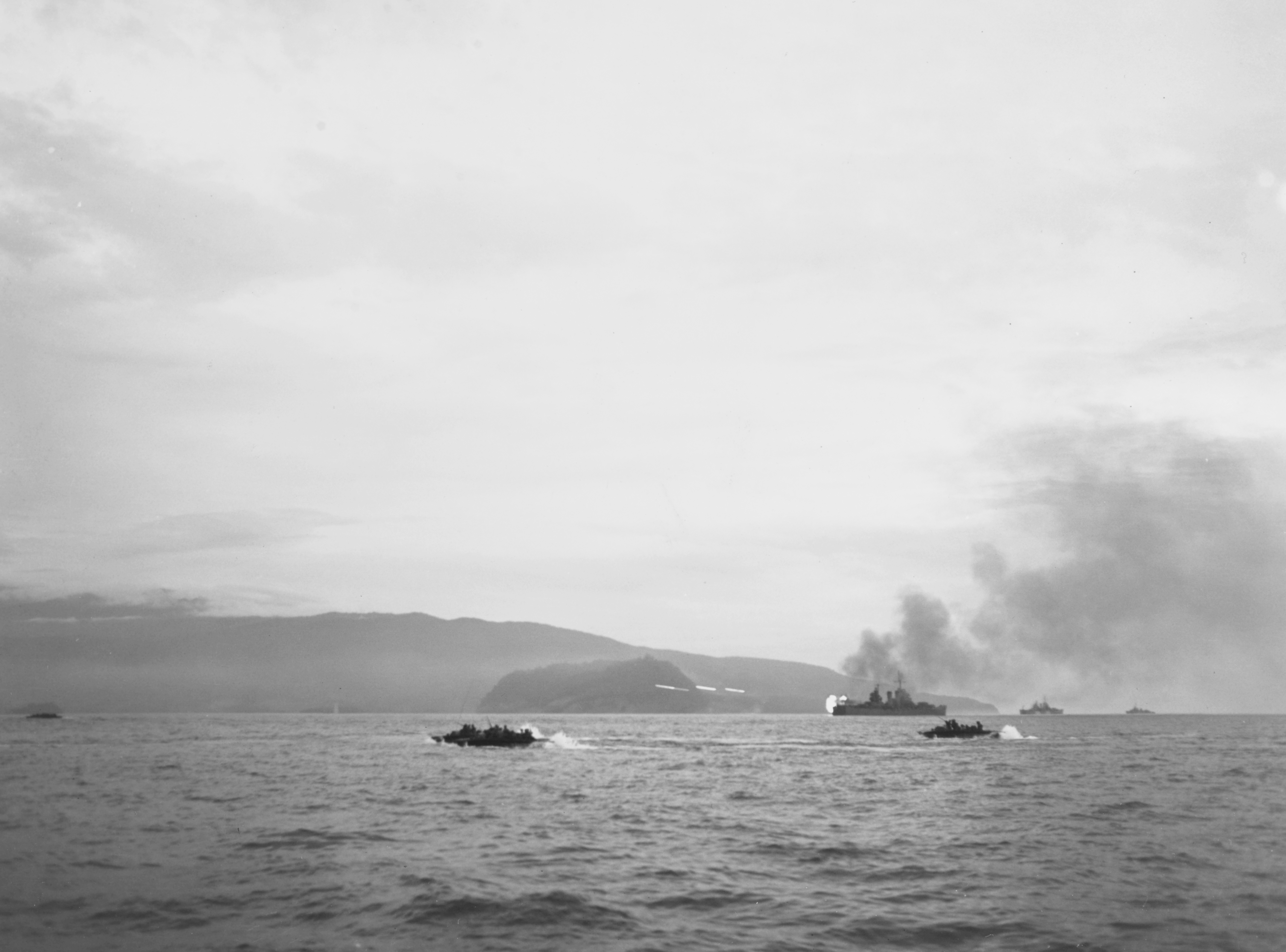
在荷蘭迪亞登陸期間，履帶登陸車襲擊荷屬紐幾內亞約斯蘇達索灣的海灘。

接下來第一軍返回洛坎普頓，在那裏進行訓練，而更多盟軍部隊也開始抵達該地區以應對即將到來的戰役。從1943年2月到1944年3月，第一軍為參與側手翻行動做準備，任務是攻佔荷屬紐幾內亞的荷蘭迪亞，分配給第一軍的部隊有第24步兵師和第41步兵師。特遣部隊於1944年4月19日成功展開兩棲登陸後在岸上建立據點，接著開始進攻以掃蕩日本軍隊，並在那建立空軍基地。叢林和沼澤使戰場環境變得十分惡劣，這場惡戰持續到6月6日，該地區才完全得到鞏固，而特遣部隊也切斷整個日本第18軍與日軍基地的聯繫。在這次戰役之後，第一軍指揮佔領比亞克島，並在6月24日之前完成，以達到隨後入侵菲律賓群島所需的進展。8月20日，英尼斯·P·斯威夫特少將接替羅伯特·艾克爾伯格中將擔任第一軍軍長。

#### 呂宋島
第一軍改隸美國第六軍團，準備與菲律賓聯邦軍、菲律賓保安部隊、以及與被承認的游擊隊共同發動攻勢。1945年1月9日，第一軍成功抵達在呂宋島北部的林加延灣沿岸，其任務是在呂宋島北部建立基地，並阻止北方的敵軍進入南海。在長達160公里的推進中，第一軍穿越呂宋島中部，從而將呂宋島北部的日軍與呂宋島南部的日軍切開，並在沿途摧毀日軍的裝甲部隊。而美軍2月在薩馬島和巴拉望省進行額外的登陸，緩解了第一軍的壓力。在取得這一系列的勝利後，第一軍向北轉向並開始在接近卡加延河谷時沿途打擊敵軍的陣地。突破卡加延河谷後，迅速的擴張戰果將第一軍帶到了北海岸。這次前進在100多天的時間內行進了320多公里，消滅呂宋島北部的有效抵抗。馬尼拉在被激烈戰鬥摧毀後被盟軍奪回，激烈戰鬥使第六軍團有8,000人死亡和30,000人受傷，而日軍則有190,000人死亡。隨著第六軍團在呂宋島上擊退日軍，南方的美國第八軍團也派出部隊散佈在整個菲律賓，以消除島上剩餘的日本抵抗力量，北方的美國第十軍團則是開始保衛沖繩和硫磺島。隨著日軍在這些地方都被擊敗，讓美軍擁有可以向日本本土發動攻擊的據點。
盟軍隨後開始準備入侵日本本土的沒落行動，第一軍作為第六軍團指揮的四個軍之一，將帶領第25、第33、第41步兵師攻打九州南部的宮崎，準備與之面對的是日本第57軍。但在投下兩顆原子彈之後日本宣布投降，第一軍也取消攻擊計畫。
整個第二次世界大戰中，第一軍指揮的部隊包括第6、第8、第9、第24、第25、第30、第32、第33、第37、第41、第43、第77、第98步兵師，另外還有美國海軍陸戰隊第2師、澳洲第7師以及第11空降師的一部分。

#### 佔領日本

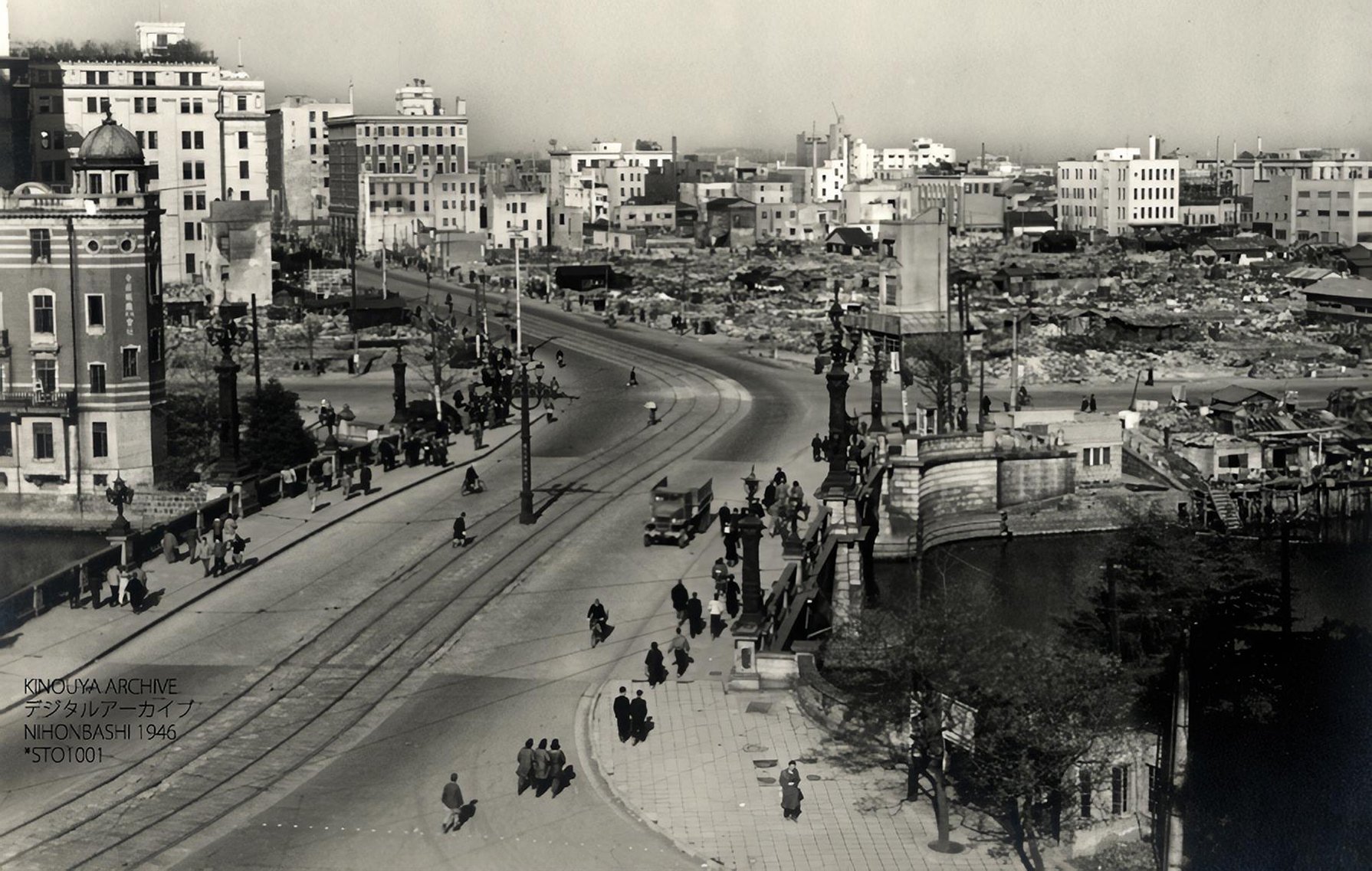
1946年，佔領部隊在東京。

戰爭結束後，第一軍被派往日本本土進行佔領工作，1945年9月19日，第一軍伴隨著第33步兵師從林加延灣乘船前往日本，於9月25日登陸本州。接下來幾年都在進行監督和執行投降條款，沒收日本物資和軍事設施，解除軍隊武裝並遣散，銷毀戰爭武器，佔領軍的職責還有產業轉換、遣返外國人以及監督日本政府在經濟、教育、工業等各個面向的複雜改變。
到 1948 年，隨著純粹的佔領任務完成，第一軍的部隊最終縮減到九州的第24步兵師和本州中部的第25步兵師。美軍繼續緩慢而穩定地自行縮編和復員，1950年3月28日，第一軍在日本正式解編，其指揮任務與其他部隊合併。

### 韓戰
而短短數個月之後，韓戰爆發，許多駐紮在日本的部隊前往韓國，首當其衝的美國第八軍團要求成立三個軍總部，以加強對聯合國軍的指揮。第一軍於1950年8月2日在布拉格堡再編。

#### 釜山外圍

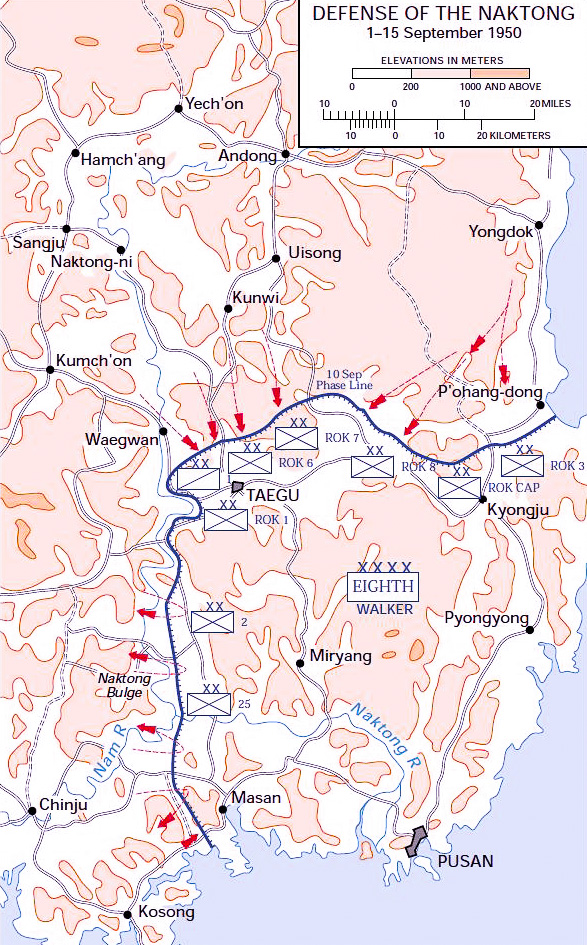
釜山環形防禦圈地圖。

第一軍總部的先遣單位於8月27日在釜山外圍就位，定名「傑克森特遣部隊」（Task Force Jackson）的先遣單位接管美國陸軍第21步兵團、美國陸軍第9步兵團第3營以及韓國陸軍第1軍。9月12日，第一軍在法蘭克·W·米爾本中將的指揮下開始運作，下轄第1騎兵師、第24步兵師、韓國第1步兵師、英國協第27旅，保衛洛東江地區免受朝鮮人民軍的攻擊。
第十軍在仁川登陸登陸後從背後打擊朝鮮人民軍，讓第一軍從9月16日開始發動釜山環形防禦圈攻勢，四天後，第一軍開始向北全面進攻，以打擊崩潰的人民軍，並與從灘頭堡向南行進的第7步兵師建立聯繫，9月26日在水原以南連接。進攻繼續向北越過首爾（時稱漢城），並於10月1日穿過北緯38度線進入朝鮮，攻勢一直保持到10月19日韓國第1步兵師和美國第1騎兵師攻佔北韓首都平壤。雖然攻下平壤後，聯合國軍繼續推進，但受到的抵抗逐漸加強。支持北韓的中國人民志願軍在10月下旬展開第一次進攻，到了10月底，距離北韓鴨綠江邊界64公里的定州市已被佔領。

#### 中國干預
聯合國軍於11月24日重新發動進攻，然後被11月25日發動的中國人民志願軍第二次進攻擋下。第八軍團損失慘重，下令完全撤退至38度線以南的臨津江。在撤退之後，第八軍團於12月下旬重新集結並重組。第一軍放棄第1騎兵師、第24步兵師、英國協第27旅的指揮權，由第3步兵師、第25步兵師取代。1951年1月1日，500,000名人民志願軍士兵襲擊臨津河的第八軍團防線，迫使聯合國軍退後80公里，中國人民志願軍成功佔領首爾。這時中國人民志願軍推進太遠以至於補給線無法充分支援，攻勢也開始停滯，先前受重創的第八軍團開始準備反攻。
在首爾南部建立防禦後，馬修·李奇威上將命令第一軍、第九軍、第十軍全面反攻打擊志願軍和人民軍，也就是霹靂行動。2月至3月期間，第一軍投入殺手行動，將中國人民志願軍推向漢江以北，殺手行動隨即由開膛手行動接替，該行動使聯合國軍於3月重新奪回首爾。在4月的崎嶇行動和無畏行動之後，第八軍團部隊向北緯38度線推進，並分別沿堪薩斯線和猶他線重新建立自己的陣地。
當第一軍接近鐵原、金化、平康形成的鐵三角時，志願軍和人民軍的抵抗開始增強。這時候韓國第1步兵師改隸韓國陸軍另一部隊，由第1騎兵師返回第一軍接替。
4月下旬，中國人民志願軍發動大型反攻，儘管第24步兵師和第25步兵師能夠堅守陣地對抗人民志願軍第九兵團，但東邊的韓國第6步兵師被人民志願軍第十三兵團擊潰，防線被突破而且使美國師遭到威脅。即使陸戰隊第1師和英國協第27旅將人民志願軍第十三兵團擊退，但第24步兵師和第25步兵師仍於4月25日撤退，防線退回首爾。5月至6月，聯合國軍發起另一次反攻，收回先前中國人民志願軍的大部分戰果。

#### 雙方僵持

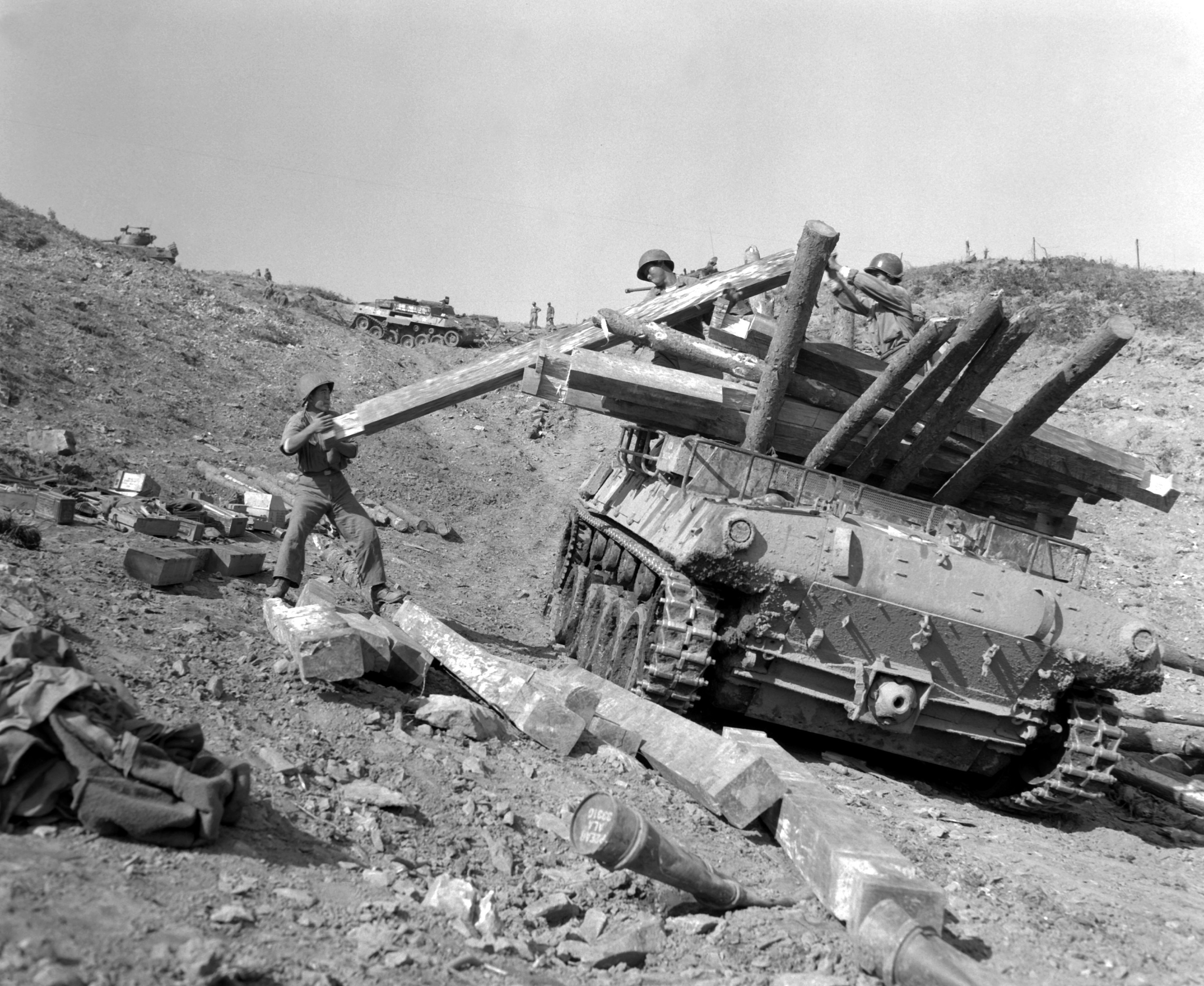
南韓士兵在老禿山加強防禦。

9月，聯合國軍在華川水庫西邊以第24步兵師為中線再次發起反攻，也就是明登行動，第24步兵師在韓國第2步兵師和韓國第6步兵師的側衛下推進，與人民志願軍第20军和第27军交戰。11月，中國人民志願軍試圖反擊但沒有成功。這時候雙方在經歷連續幾次互相反攻激戰後，開始進行認真的和平談判。1951年底，精疲力竭的第1騎兵師在衝突中已傷亡16,000人，離開戰場重建，並由新抵達戰場的奧克拉荷馬州陸軍國民警衛隊第45步兵師接替。
1952年3月，第一軍解除對第25步兵師的指揮權，但規模擴大，增加英國協第1師以及韓國第1、第8、第9步兵師。1952年6月，志願軍和人民軍針對第45步兵師前哨為期十天的攻勢被擊退，1952年9月，中國人民志願軍對保護主線的前哨發動新的攻勢，志願軍和人民軍使用團級的力量針對排級和連級的駐軍，但仍然被第一軍派出的部隊擊退，包含邦克山戰役、鉤子戰役、老禿山戰役、諾理斯戰役、豬排山戰役，這些第一軍責任區的前線發生激烈的戰鬥，最後志願軍和人民軍被擊退，數千人死亡。

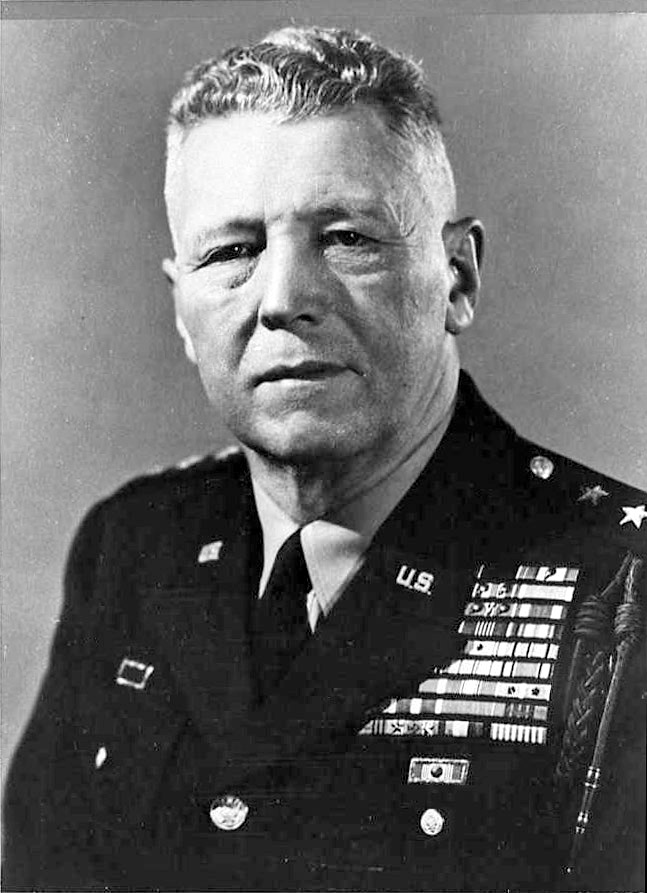
布魯斯·克拉克中將為第一軍在韓戰時期的最後一任軍長。

1953年1月，第一軍進行戰爭結束前最後一次重大改組，失去美國第3、第24、第45步兵師以及韓國第8、第9步兵師、英國協第1師的指揮權，接管了美國第2、第7、第25步兵師和美國海軍陸戰隊第1師。1953年1月23日，韓國第1步兵師突襲志願軍和人民軍的諾理斯陣地，發動1953年的第一次重大行動，在接下來的幾個月裡，發生許多像這樣的突襲騷擾志願軍和人民軍，摧毀許多防禦工事及抓捕戰俘。從3月開始，志願軍和人民軍也不斷攻擊第一軍前哨，造成第一軍重大傷亡，老禿山上的部隊被下令撤出。1953年4月10日，布魯斯·C·克拉克中將接任第一軍軍長，將負責指揮部隊完成剩餘的戰鬥。
前哨的戰鬥仍在繼續，第7步兵師阻擋中國人民志願軍向豬排山投入的一波又一波的軍隊，5月下旬，隸屬於第25步兵師的土耳其旅在激烈的肉搏戰中保衛內華達複合體，它們奉命在5月底前撤離柏林陣地以外的所有地方。因為志願軍和人民軍的猛烈攻擊，韓國第1步兵師被命令撤出陣地。在戰鬥的最後幾天，第7步兵師也從豬排山中撤出，海軍陸戰隊第1師出於同樣的原因被命令撤離柏林陣地。

### 冷戰時期

北緯38度線的非軍事區地圖。

1953年停戰後，南北韓非軍事區的防禦由韓國與美國軍隊負責，韓國管理邊界的東半部，而第一軍則負責西部。在接下來的18年裡，第一軍在非軍事區監督美軍部隊，只有處理一些偶發性的事件。1971年，在尼克森的緩和政策下，第7步兵師被撤出，第2步兵師成為美國在朝鮮半島唯一的部隊。第一軍留在韓國直到1972年。
1980年，華盛頓州路易斯堡收到重大改革的命令，第一軍於1981年10月1日開始在路易斯堡駐紮（原訂1982年3月），成為路易斯堡的主要部隊。1983年8月1日，第一軍擴大對陸軍部隊的作戰控制，包含奧德堡第7步兵師、阿拉斯加第172步兵旅。1988 年，第一軍的特色單位徽章被批准使用，這是該第一軍的第四個設計，之前的版本獲得批准，然後分別在1942年、1970年、1982年撤回。
1987年，美國陸軍第201軍事情報旅調撥至第一軍麾下。

### 波斯灣戰爭
1989年冷戰結束後，美國政府對國家優先事項和國防機構進行重組。由路易斯堡地理位置理想，是適合向太平洋地區進行動員和力量投射的基地，因此成為少數幾個沒有隨著美軍整體規模縮減的軍事基地之一，而第一軍也成為美國針對太平洋利益的重要力量。
1990年，美國發動沙漠風暴行動，路易斯堡向沙烏地阿拉伯部署許多部隊，除此之外，第一軍擴大其應急能力，並成為一個快速反應軍，因為負責緊急應變的第十八空降軍投入波斯灣戰爭，因此由第一軍承擔美軍的全球應急部隊。這使路易斯堡展開大量活動，進行自我重組以支援第一軍的新任務，確保第一軍能夠順利快速地離開，前往世界任何地方。第十八空降軍返回美國後，這項職責便歸還給第十八空降軍，而第一軍則開始轉變為永久結構化且無動員的應急部隊，由美國太平洋陸軍指揮，繼續負責太平洋地區，這項改變使第一軍增加一些現役單位。
為了應付這些新要求，路易斯堡開始接收來自歐洲的支援單位，其中之一是於1992年1月16日停用的第7工兵旅，重啟改為第555工兵群。

### 反恐戰爭
911事件發生後，第一軍開始為參與反恐戰爭的陸軍部隊提供戰鬥支援以及戰鬥勤務支援，包括阿富汗的持久自由行動、伊拉克的伊拉克自由行動、美國本土的高貴之鷹行動。
2004年1月4日，第一軍前沿總部派往伊拉克，這個名為奧林匹亞特遣部隊（Task Force Olympia）的單位部署到伊拉克摩蘇爾，取代第101空降師組建一個總部，對伊拉克北部的所有聯軍和伊拉克軍進行指揮和控制，超過12,000人，這是自韓戰結束以來，第一軍首次在戰鬥中部署。2005年2月，第一軍前沿總部將伊拉克北部的指揮職責移交給了自由特遣隊（Task Force Freedom）和第11裝甲騎兵團。
2004年10月，駐紮在劉易斯堡的第1憲兵旅改為第42憲兵旅。
2007年，第一軍（前進）在日本座間基地成立，與美國駐日陸軍合併為一個司令部。2007年7月，美國陸軍第17野戰砲兵旅分配給第一軍。
2008年宣布第一軍將在2009年部署到伊拉克，取代第十八空降軍以支持伊拉克自由行動，第一軍士兵訓練一年，為2009年4月9日開始的部署做準備。第一軍承擔伊拉克多國兵團的職責，駐紮在法奧宮。2010年1月，伊拉克多國兵團、伊拉克多國部隊、伊拉克多國安全過渡司令部整合為駐伊拉克美軍，由第一軍負責監督美軍部隊的縮編。2010年3月，第一軍在與第三軍進行交接後從伊拉克返回。

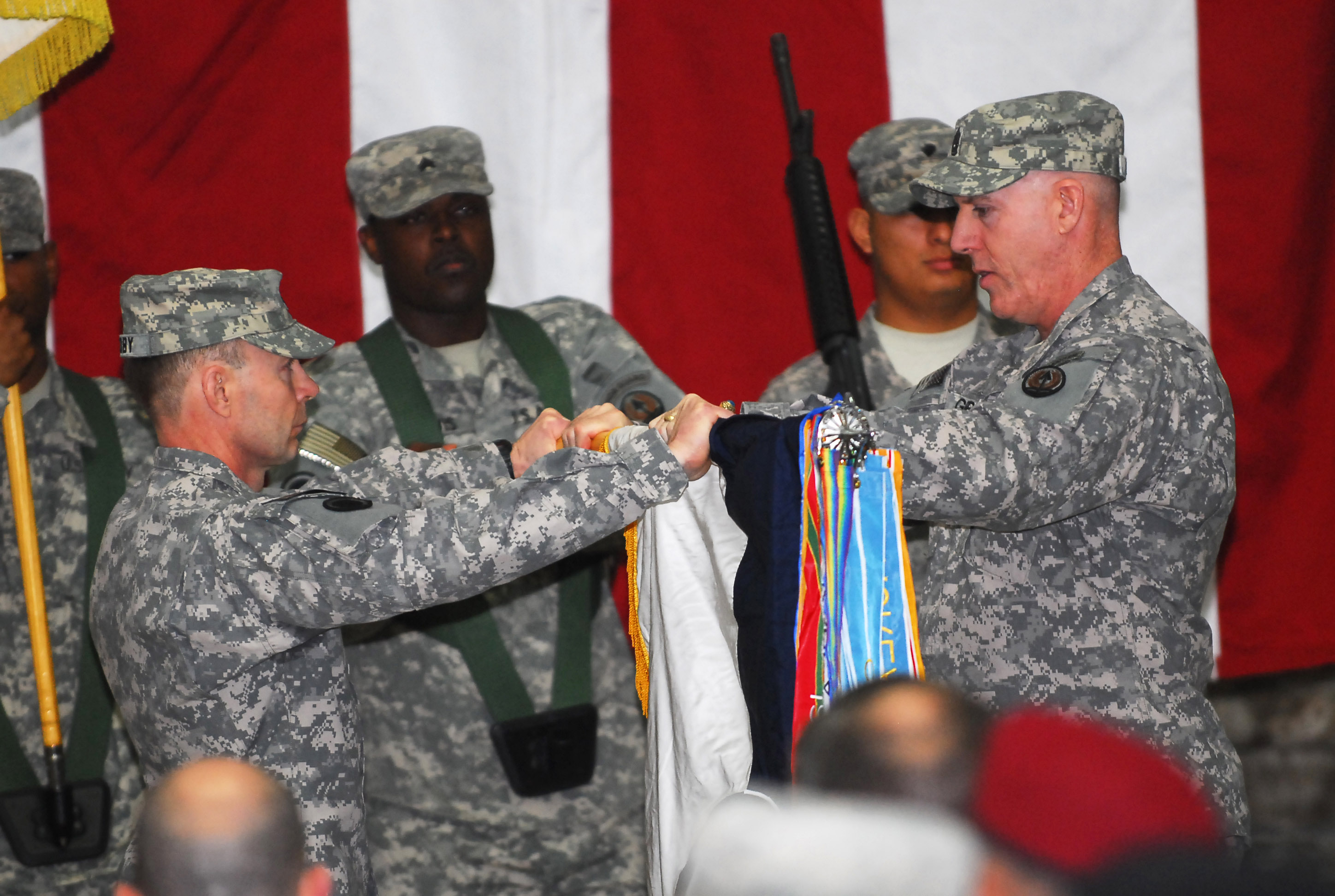
2009年，第一軍在伊拉克揭開軍旗。

第一軍總部於2011年6月派駐到阿富汗作為國際安全援助部隊聯合司令部（IJC）為期一年。2011年7月11日至2012年7月11日，第一軍軍長柯蒂斯·斯卡帕羅蒂中將兼任國際安全援助部隊聯合司令部司令兼任駐阿富汗美軍副司令。
2011年8月1日，第16戰鬥航空旅正式轉移至路易斯–麥克喬德聯合基地。

### 移師亞太
2012年，第一軍將任務重心移至亞洲-太平洋地區，第一軍軍長羅伯特·布朗中將在路易斯–麥克喬德聯合基地的指揮權轉讓儀式上宣佈環太平洋再平衡計畫。第一軍增加美國太平洋司令部在戰術和作戰層面可用的選項，第一軍擁有作為聯合特遣部隊、聯合部隊地面指揮部、陸軍部隊總部的能力，在部署時為多個師提供任務指揮，也可指揮陸海空三軍與海軍陸戰隊，在承平時期維持和區域夥伴的關係，以加強印太地區的安全與穩定。
太平洋棧道計畫是美國太平洋陸軍開發的新概念，支援地區作戰應急和戰術訓練需求，讓美國陸軍能夠與太平洋夥伴的軍事部隊合作，並對發展中的危機做出反應。作為主要執行者的第一軍為參與的部隊提供訓練，並為執行的部隊提供任務指揮。
2012年，第7步兵師在路易斯–麥克喬德聯合基地重啟，在第一軍和下屬旅之間增加一個師部，確保士兵得到適當的訓練和裝備，並在其下屬旅中維持軍紀，加強第一軍對路易斯–麥克喬德聯合基地的監督。外界認為此舉是為了防止阿富汗戰爭中，來自路易斯–麥克喬德聯合基地的美軍士兵犯下多起殺害平民事件，例如坎大哈屠殺、梅萬德區謀殺案。第7步兵師只有行政功能，因此不會參加作戰，旗下部隊仍由第一軍指揮。

## 組織

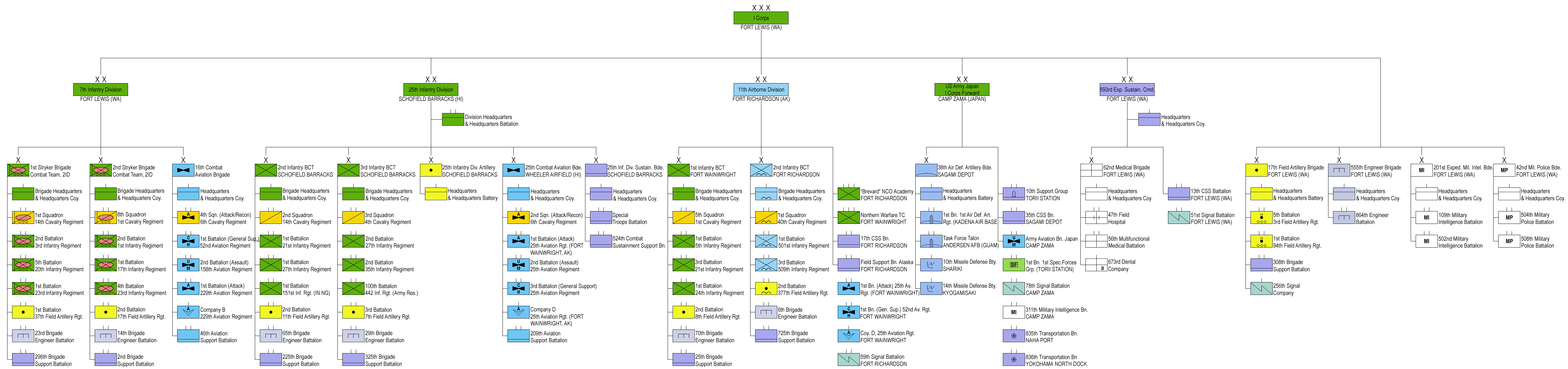
美國陸軍第一軍結構。

第一軍是一個由三星中將軍長指揮的軍部，負責管理駐紮在路易斯-麥克喬德聯合基地和跨太平洋（包括夏威夷、阿拉斯加和日本）的44,000多名士兵。
- 第一軍
  - 第一軍軍部與軍部營
  - 第7步兵師（行政）
    - 第16戰鬥航空旅
    - 美國陸軍第17野戰砲兵旅（英语：17th Field Artillery Brigade (United States)）
    - 美國陸軍第201遠征軍事情報旅
    - 美國陸軍第555工兵旅

  - 第25步兵師
  - 美國阿拉斯加陸軍
  - 第593遠征保障司令部（英语：593rd Expeditionary Sustainment Command）
  - 第42憲兵旅
  - 第一軍前沿（I Corps Forward）

## 榮譽

### 參戰飄帶
| 戰爭           | 飄帶                                       | 年分          |
| -------------- | ------------------------------------------ | ------------- |
| 第一次世界大戰 | 香檳-馬恩河 Champagne-Marne                | 1917年        |
| 第一次世界大戰 | 埃納-馬恩河 Aisne-Marne                    | 1917年        |
| 第一次世界大戰 | 聖米耶勒 St. Mihiel                        | 1917年        |
| 第一次世界大戰 | 默茲-阿戈訥 Meuse-Argonne                  | 1917年        |
| 第一次世界大戰 | 法蘭西島 Ile de France                     | 1918年        |
| 第一次世界大戰 | 香檳 Champagne                             | 1918年        |
| 第一次世界大戰 | 洛林 Lorraine                              | 1918年        |
| 第二次世界大戰 | 巴布亞 Papua                               | 1943年        |
| 第二次世界大戰 | 紐幾內亞 New Guinea                        | 1944年        |
| 第二次世界大戰 | 呂宋 Luzon                                 | 1945年        |
| 韓戰           | 聯合國防禦 UN Defensive                    | 1950年        |
| 韓戰           | 聯合國進攻 UN Offensive                    | 1950年        |
| 韓戰           | 中共干預 CCF Intervention                  | 1950年        |
| 韓戰           | 第一次聯合國反攻 First UN Counteroffensive | 1950年        |
| 韓戰           | 中共春季進攻 CCF Spring Offensive          | 1951年        |
| 韓戰           | 聯合國夏-秋進攻 UN Summer-Fall Offensive   | 1951年        |
| 韓戰           | 第二次韓國冬季 Second Korean Winter        | 1951年–1952年 |
| 韓戰           | 1952年韓國夏-秋 Korea, Summer-Fall 1952    | 1952年        |
| 韓戰           | 第三次韓國冬季 Third Korean Winter         | 1952年–1953年 |
| 韓戰           | 1953年韓國夏季 Korea, Summer 1953          | 1953年        |
| 伊拉克戰爭     | 伊拉克主權 Iraqi Sovereignty               | 2009年–2010年 |
| 阿富汗戰爭     | 第三階段鞏固 Consolidation III             | 2011年–2012年 |

### 單位嘉獎
| 勳表                                                                                                  | 名稱                 | 年分            | 成就                   |
| --- | -------------------- | --------------- | ---------------------- |
| Dark blue ribbon with a gold border                                                                   | 總統單位嘉獎（陸軍） | 1942年 – 1944年 | 在紐幾內亞戰役中作戰。 |
| Vertical tricolor ribbon (blue, white, red) with gold border                                          | 菲律賓總統單位嘉獎   | 1944年 – 1945年 | 在菲律賓服役           |
| White ribbon with vertical green and red stripes on its edges and a red and blue circle in the middle | 大韓民國總統單位嘉獎 | 1950年 – 1953年 | 在韓國服役             |
| A red ribbon with a vertical green stripe running down the center                                     | 優秀單位獎           | 1999年 – 2000年 |                        |
| Red ribbon                                                                                            | 功勳單位勳獎         | 2009年 – 2010年 | 在伊拉克服役。         |
| Red ribbon                                                                                            | 功勳單位勳獎         | 2011年 – 2012年 | 在阿富汗服役 。        |

## 備註
1. ↑  此第二十軍並非由第四裝甲軍在1943年改組而成的第二十軍。
2. ↑  留在美國本土訓練。
3. ↑  第一軍是在美國太平洋司令部和美國太平洋陸軍的作戰控制之下，但由於其駐紮地在美國本土，因此根據《美國法典》第10卷，由美國陸軍部隊司令部行政控制。

1. ↑  英語念法為：First Corps。

### 書目
- Horner, David. . Osprey Publishing. 2003. ISBN 978-0-415-96845-4.
- Pimlott, John. . Henry Holt and Company. 1995. ISBN 978-0-8050-3929-0.
- Marston, Daniel. . Osprey Publishing. 2005. ASIN B002ARY8KO.
- Willmott, H.P. . Smithsonian Books. 2004. ISBN 978-1-58834-192-1.
- Varhola, Michael J. . Da Capo Press. 2000. ISBN 978-1-882810-44-4.
- Malkasian, Carter. . Osprey Publishing. 2001. ISBN 978-1-84176-282-1.
- Catchpole, Brian. . Robinson Publishing. 2001. ISBN 978-1-84119-413-4.